# Käthe-Kollwitz-Schule (Weimar)

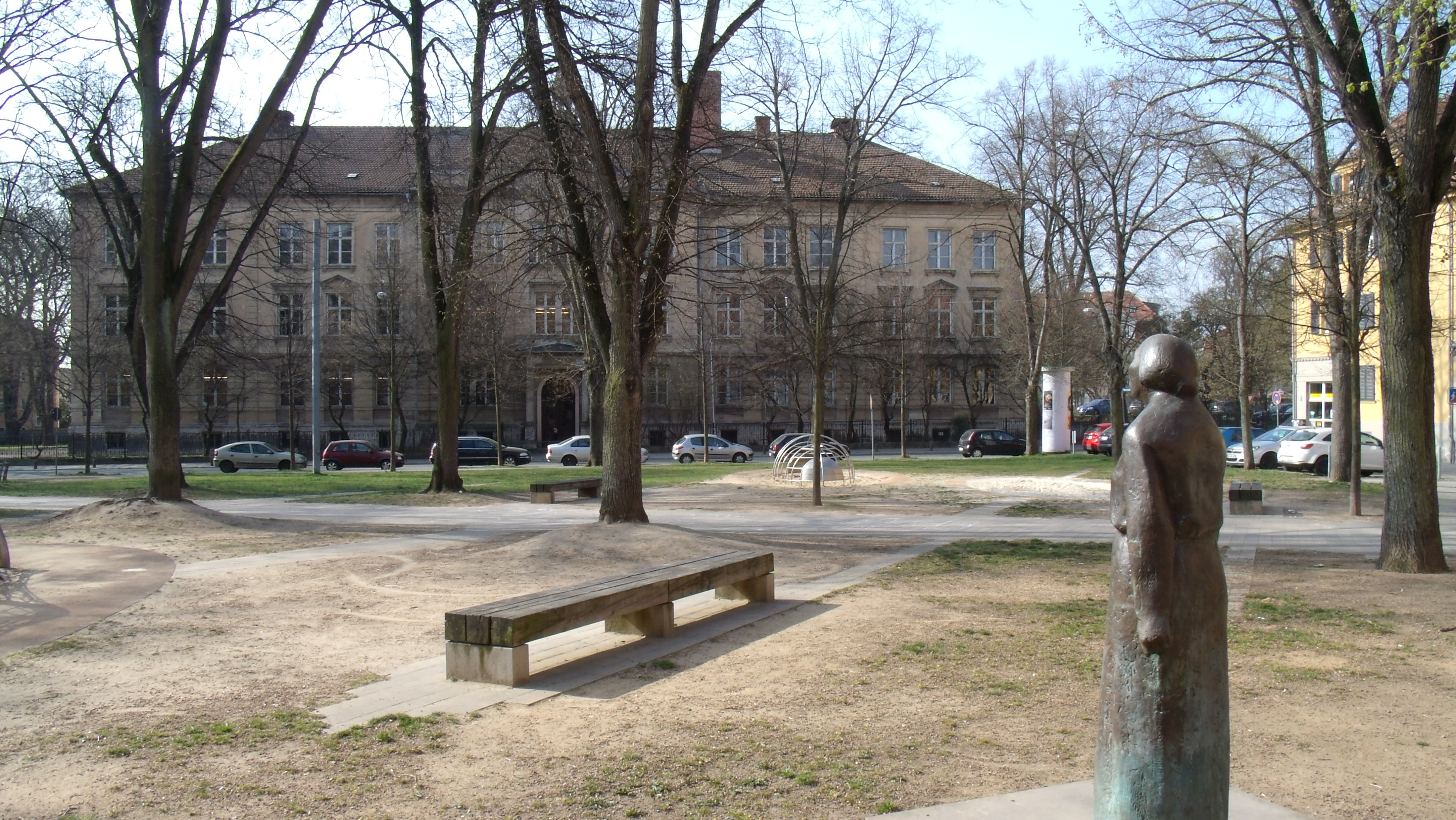
Käthe-Kollwitz-Schule mit Blick von der Röhrstraße

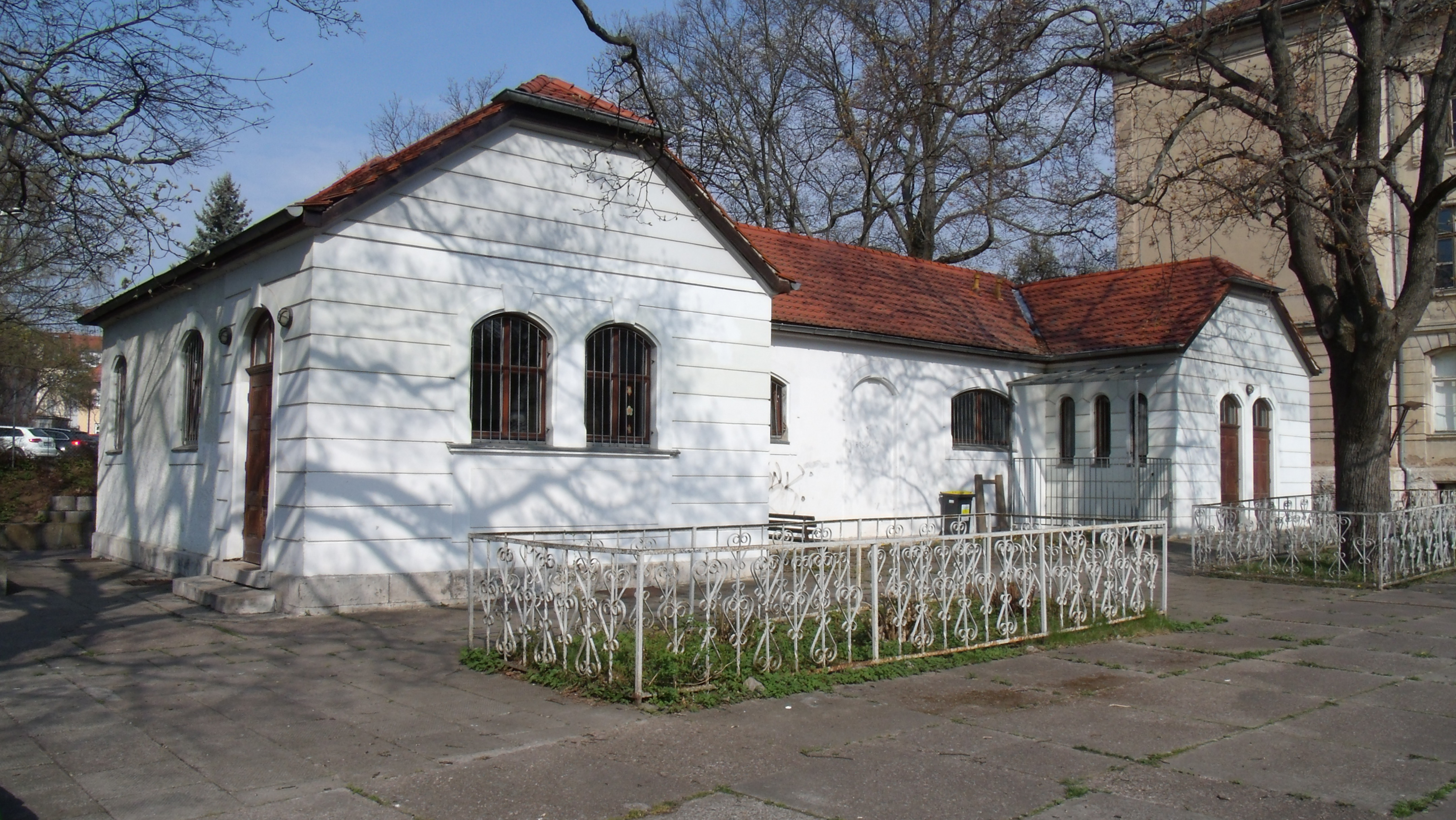
Toiletten- und Gerätehaus

Die Käthe-Kollwitz-Schule, die ehemalige Luisenschule in Weimar, Röhrstraße 19, ist heute die Staatliche Berufsbildende Schule (SBBS) „Friedrich Justin Bertuch“ (Wahlschulformen Berufliches Gymnasium und Fachoberschule). Sie befindet sich in der Nordvorstadt.

## Geschichte
Am 6. Oktober 1902 wurde die Luisenschule für Mädchen als 2. Bürgerschule Weimars in der damals noch unbebauten Röhrstraße eingeweiht. Sie ist im historistischen Stil erbaut, der sich an die italienische Renaissance anlehnt. Erbaut wurde sie durch den Weimarer Stadtrat Schmidt. Sie besitzt zudem eine separate Turnhalle.
Im Zweiten Weltkrieg wurde diese Schule als Lazarett genutzt. Nach dem Kriegsende erfolgte die Wiederaufnahme des Schulbetriebes am 1. Oktober 1945. Anderthalb Monate später wurde die Luisenschule in Käthe-Kollwitz-Schule umbenannt. Mit dem Schuljahr 1948/49 gab es hier erstmals gemischte Klassen. Ab dem Schuljahr 1956/57 wurde die „Käthe“, wie sie liebevoll genannt wurde, die erste zehnklassige Schule in Weimar. Im Jahre 1967 wurde anlässlich des 100. Geburtstages von Käthe Kollwitz ein Gedenkstein auf dem Schulhof aufgestellt. Sie ist mit mehreren Schulen seit 2004 zusammengelegt. Im Schulhof befindet sich der Stockentenbrunnen.
Mit der Käthe-Kollwitz-Schule ist auch das am Zeppelinplatz befindliche Käthe-Kollwitz-Denkmal inhaltlich verbunden. Dieses wurde 1979 von Anke Besser-Güth geschaffen.
Diese Schule steht u. a. auf der Liste der Kulturdenkmale in Weimar (Einzeldenkmale) und der Liste der Kulturdenkmale am Zeppelinplatz in Weimar.